# Anastrangalia renardi
Anastrangalia renardi är en skalbaggsart som först beskrevs av Friedrich-August von Gebler 1848.  Anastrangalia renardi ingår i släktet Anastrangalia och familjen långhorningar. Inga underarter finns listade i Catalogue of Life.